# Рів'єр-дю-Лю
Рів'єр-дю-Лю (фр. Rivière-du-Loup — «Вовча річка») — місто у регіоні Ба-Сен-Лоран (фр. Bas-Saint-Laurent), у провінції Квебек (Канада). Розташоване на березі річки Святого Лаврентія. Населення — 19 192 мешканців (2010).
Європейське поселення на місці Рівьєр-дю-Лю існує з 1673 року, коли Французька Західно-Індійська Компанія передала навколишню територію у власність свого колишнього агента — Шарля-Обера де ля Шене (фр. Charles-Aubert de la Chesnaye).